# 2023年仙台市議会議員選挙
2023年仙台市議会議員選挙（2023ねんせんだいしぎかいぎいんせんきょ）は、仙台市の議決機関である仙台市議会を構成する議員を全面改選するために行われた。

## 概要
市議会議員の任期4年が満了することに伴って実施された。5選挙区55議席に対して過去最高の76名が立候補した。今回の選挙では日本維新の会が5区全てで新人5人が出馬し、全員当選を果たし旧維新の党時代の2015年以来、8年ぶりの議席獲得となった。また参政党も宮城野区で新人1人が当選し、初めて議席を確保した。なお投票率は34.30%で前々回2015年の35.83%を1.53ポイント下回り、過去最低となった。また太白区では、投票者の数よりも開票所で集計された投票用紙が1枚多かったため数え直しが行われ、開票作業に遅れるトラブルが発生した。

## 基礎データ
- 選挙事由：任期満了
- 告示日：2023年7月21日
- 投票日：2023年7月30日
- 議員定数：55人
- 選挙区：5選挙区
- 候補者数：76人

## 当選した議員
自民党 
 公明党 
 共産党 
 立憲民主党 
 日本維新の会 
 参政党 
 無所属 
| 青葉区   | 伊藤優太   | 加藤健一     | 樋口典子 | 大草芳江     | 郷古正太郎   |
| 青葉区   | 跡部薫     | 鎌田城行     | 嶋中貴志 | 西沢啓文     | 村上一彦     |
| 青葉区   | 早坂千亜紀 | 菅野直子     | 高橋卓誠 | 花木則彰     | 加藤和彦     |
| 宮城野区 | 田村勝     | 高見紀子     | 関戸努   | 佐々木真由美 | 山下純       |
| 宮城野区 | 渡辺博     | 小野寺利裕   | 赤間次彦 | 辻隆一       | 大河原芙由子 |
| 若林区   | 猪又隆広   | 竹中栄雄     | 菊地崇良 | 吉田剛       | 仁平覚子     |
| 若林区   | 佐藤正昭   | 鈴木澄恵     |          |              |              |
| 太白区   | 猪股由美   | 千葉修平     | 佐藤和子 | 鈴木広康     | 大沼悦子     |
| 太白区   | 佐々木心   | 沼沢真也     | 鈴木勇治 | 内藤良介     | 貞宗健司     |
| 太白区   | 高村直也   | 東城広巳     |          |              |              |
| 泉区     | 福田陽輔   | 古久保和子   | 後藤咲子 | 斎藤範夫     | 野田譲       |
| 泉区     | 橋本啓一   | 小田島久美子 | 佐藤幸雄 | 安孫子雅浩   | 石川建治     |
| 泉区     | 庄司俊充   |              |          |              |              |

### 補欠選挙
| 年     | 月  | 選挙区 | 当選者   | 当選政党 | 欠員     | 欠員政党   | 欠員事由         |
| ------ | --- | ------ | -------- | -------- | -------- | ---------- | ---------------- |
| 2025年 | 8月 | 太白区 | 千葉洋裕 | 自民党   | 大沼悦子 | 立憲民主党 | 不祥事による辞職 |